# Marjan Sakalnyzkyj
Marjan Ihorowytsch Sakalnyzkyj (ukrainisch Мар'ян Ігорович Закальницький; * 19. August 1994 in Werchnja, Ukraine) ist ein ukrainischer Geher.
Mit einer Zieleinlaufzeit von 3:46,32 Stunden errang Sakalnyzkyj bei den Leichtathletik-Europameisterschaften 2018 in Berlin vor dem Slowaken Matej Tóth und dem Weißrussen Dsmitryj Dsjubin die Goldmedaille im 50-km-Gehen.